# باربرا هاويس
باربرا هاويس (بالإنجليزية: Barbara Howes)‏ هي كاتِبة وشاعرة أمريكية، ولدت في 1 مايو 1914 في نيويورك في الولايات المتحدة، وتوفيت في 24 فبراير 1996 في بينينغتون في الولايات المتحدة.